# Boliarov
Boliarov este o comună slovacă, aflată în districtul Košice-okolie din regiunea Košice. Localitatea se află la altitudinea de 308 m deasupra n.m., se întinde pe o suprafață de 9,41 km2 și în 2017 număra 896 de locuitori.

## Istoric
Localitatea Boliarov este atestată documentar din 1289.

## Demografie
| An:                | 1994 | 2004    | 2014    | 2024    |
| ------------------ | ---- | ------- | ------- | ------- |
| Număr de persoane: | 486  | 625     | 826     | 1074    |
| Diferență:         |      | +28,60% | +32,16% | +30,02% |

| An:                | 2023 | 2024   |
| ------------------ | ---- | ------ |
| Număr de persoane: | 1051 | 1074   |
| Diferență:         |      | +2,18% |